# ジョシュ・チャールズ
ジョシュア・アーロン・チャールズ（Joshua Aaron Charles, 1971年9月15日 - ）、通称ジョシュ・チャールズ（Josh Charles）は、アメリカ合衆国の俳優。

## 人物
生い立ち、幼少期、青年期
広告事業者のアラン・チャールズを父として、ボルティモア・サンのゴシップ・コラムニストであるローラ（Laura。旧姓 Heckscher）を母として、アメリカ合衆国メリーランド州ボルチモアにて誕生。父親はユダヤ系で、ジョシュア自身もユダヤ人だと自認している。兄ジェフがいる（兄は後に一旦モデルとなる）
9歳の時からスタンダップコメディをはじめ、10代のころはニューヨークで行われたStagedoor Manorのサマーキャンプに参加しBaltimore School for the Artsに通った。
キャリア
映画デビュー作は同じボルチモア出身のジョン・ウォーターズが手掛けた1988年の映画『ヘアスプレー』。翌年には『いまを生きる』でロビン・ウィリアムズとイーサン・ホークと共演。現在まで『ドリーム・ガール/ママにはないしょの夏休み』、『スリーサム』、『あなたに逢いたい』、『ゴンゾ宇宙に帰る』、『S.W.A.T.』、『フォー・ブラザーズ/狼たちの誓い』といった映画作品に出演してきた。2009年の映画『アフターライフ』ではクリスティーナ・リッチとリアム・ニーソンと共演した。
テレビでは、脚本家のアーロン・ソーキンがエミー賞を受賞したABCのTVシリーズSports Night(1998-2000)でスポーツキャスターを演じ、映画俳優組合からノミネートを受けた。近年は In Treatmentの第1シーズンに出演し、『LAW & ORDER:性犯罪特捜班』にもゲスト出演した。
舞台では1986年、ジョナサン・マーク・シャーマンの Confrontationに出演。2004年、ニール・ラビュートのThe Distance From Hereのリバイバル版に出演した際はドラマ・ディスク賞のベスト・アンサンブル・キャスト賞を授与した。2006年1月、シカゴのステッペンウルフ・シアター・カンパニーで行われたリチャード・グリーンバーグのThe Well-Appointed Room のワールドプレミアに出演し、それからサンフランシスコのアメリカン・コンサーヴァトリー・シアターでおこなわれた キャリル・チャーチルの A Numberでは、クローンの兄弟を演じた。2007年、Manhattan Theatre Clubで行われたAdam BockのThe Receptionistに出演した。
私生活
- 野球チームボルチモア・オリオールズと、アメフトチーム、ボルチモア・レイブンズのファンで、2004年5月、NFLネットワークのファンタジー・フットボールドラフトを受け取った[2]。
- フェデリコ・フェリーニ監督作品の大ファンである[3]。
- 2013年9月にソフィー・フラック（SOPHIE FLACK。母親がユダヤ人の女性で、パフォーマンス・アーティストかつ文筆家で、ニューヨーク・シティ・バレエ団のダンサーだった人物[4]）と結婚。2014年に長男が、2018年に長女が誕生。

## 主な出演作品

### 映画
| 公開年 | 邦題 原題                                                                              | 役名                           | 備考                          |
| ------ | -------------------------------------------------------------------------------------- | ------------------------------ | ----------------------------- |
| 1988   | ヘアスプレー Hairspray                                                                 | イギー                         |                               |
| 1989   | いまを生きる Dead Poets Society                                                        | ノックス・オーヴァーストリート |                               |
| 1990   | マーダー・イン・ミシシッピ/炎の十字架 Murder in Mississippi                            | アンドリュー・グッドマン       | テレビ映画                    |
| 1991   | ドリーム・ガール/ママにはないしょの夏休み Don't Tell Mom the Babysitter's Dead         | ブライアン                     | 日本劇場未公開                |
| 1993   | ウイニングボール Cooperstown                                                           | ジョディ                       | テレビ映画                    |
| 1994   | スリーサム Threesome                                                                   | エディ                         | 別題『スリーサム 危険な関係』 |
| 1995   | ヤング・ヒットマン Coldblooded                                                         | ランディ                       |                               |
| 1995   | デンバーに死す時 Things to Do in Denver When You're Dead                               | ブルース                       | クレジットなし                |
| 1996   | クロス・エレメント Crossworlds                                                         | ジョー・タルボット             | 日本劇場未公開                |
| 1996   | 共犯者 The Grave                                                                       | Tyn                            | 日本劇場未公開                |
| 1996   | あなたに逢いたい Pie in the Sky                                                        | チャーリー                     | 日本劇場未公開                |
| 1996   | ノーマ・ジーンとマリリン Norma Jean & Marilyn                                          | エディ・ジョーダン             | テレビ映画                    |
| 1997   | リトルシティ/恋人たちの選択 Little City                                                | アダム                         |                               |
| 1999   | ゴンゾ宇宙に帰る Muppets from Space                                                    | エージェント・ベーカー         |                               |
| 2002   | トゥルー・オブ・アメリカ Our America                                                   | デイヴ                         | テレビ映画                    |
| 2003   | S.W.A.T.                                                                               | T・J・マッケイブ               |                               |
| 2005   | フォー・ブラザーズ/狼たちの誓い Four Brothers                                          | ファウラー捜査官               |                               |
| 2006   | ダーウィン・アワード The Darwin Awards                                                 | 救命隊員                       |                               |
| 2009   | アフターライフ After.Life                                                              | トム・ピーターソン             | 日本劇場未公開                |
| 2010   | リ・スタート 明るいミライ Weakness                                                     | バート                         |                               |
| 2014   | バードピープル Bird People                                                             | ゲイリー・ニューマン           |                               |
| 2015   | ハンズ・オブ・ラヴ 手のひらの勇気 Freeheld                                             | ブライアン・ケルダー           |                               |
| 2016   | アメリカン・レポーター Whiskey Tango Foxtrot                                           | クリス                         | 日本劇場未公開                |
| 2016   | 嘘はフィクサーのはじまり Norman: The Moderate Rise and Tragic Fall of a New York Fixer | アーサー・タウブ               |                               |
| 2016   | The Drowning                                                                           | Tom Seymour                    |                               |
| 2018   | アマチュア Amateur                                                                     | ゲインズコーチ                 |                               |
| 2019   | Framing John DeLorean                                                                  | Bill Collins                   |                               |
| TBA    | Mothers' Instinct                                                                      |                                | 撮影中                        |

### テレビシリーズ
| 放映年    | 邦題 原題                                                                                   | 役名                 | 備考                                                |
| --------- | ------------------------------------------------------------------------------------------- | -------------------- | --------------------------------------------------- |
| 1998-2000 | Sports Night                                                                                | ダン                 | 計45話出演                                          |
| 2007      | Six Degrees                                                                                 | レイ・ジョーンズ     | 計4話出演                                           |
| 2008      | In Treatment                                                                                | ジェイク             | 計9話出演                                           |
| 2008      | LAW & ORDER:性犯罪特捜班 Law & Order: SVU                                                   | ショーン・ケリー     | 第10シーズン第2話「犯罪の境界線」                   |
| 2009-2012 | グッド・ワイフ Good Wife                                                                    | ウィル・ガードナー   | 計80話出演                                          |
| 2016      | アンブレイカブル・キミー・シュミット Unbreakable Kimmy Schmidt                              | デューク             | 計5話出演                                           |
| 2017      | ウェット・ホット・アメリカン・サマー: あれから10年 Wet Hot American Summer: Ten Years Later | ブレイク             | 計6話出演                                           |
| 2017      | Law & Order True Crime                                                                      | ジェローム・オジエリ | 計7話出演                                           |
| 2019      | ザ・ラウデスト・ボイス-アメリカを分断した男- The Loudest Voice                              | ケーシー・クロース   | 計3話出演                                           |
| 2020      | Away -遠く離れて- Away                                                                      | マット・ローガン     | 計10話出演                                          |
| 2021      | Law & Order: Organized Crime                                                                | Vince Baldi          | 第1シーズン第8話「Forget it, Jake; It's Chinatown」 |
| 2022      | We Own This City                                                                            | Daniel Hersl         | ミニシリーズ                                        |